# Чемпионат Мальты по регби
Чемпионат Мальты по регби (англ. Malta Rugby Union National Championship), спонсорское название Cisk Lager Лига (англ. Cisk Lager League) — национальный чемпионат Мальты по регби-15, высший по статусу национальный регбийный турнир в стране. Управляет организацией турнира Мальтийский регбийный союз, официальным спонсором чемпионата является продовольственная компания Simonds Farsons Cisk, также известная как Cisk Lager.
Чемпионат Мальты является одним из трёх турниров: помимо него, в стране разыгрывается национальный кубок (кубок Mediterranean Bank), а победители обоих турниров играет в Суперкубке — кубке Рэя Эллиотта (англ. Ray Elliot Cup). Турниры проводятся в спорткомплексе города Марса, поскольку у клубов собственных стадионов нет.

## Участники

### Текущие
- Слима Стомперз[англ.]
- Хамрун Кавальери[англ.]
- Ренди Фалконс
- Свики Оверсиз

### Бывшие
- Корми Уоспс
- Валлетта Лайонс[англ.]
- Биркиркара Аллигаторз[англ.]